# Ronde van Picardië 2012
De Ronde van Picardië is een driedaagse wielerwedstrijd gehouden in de Franse streek Picardië. De editie van 2012 werd op 11, 12 en 13 mei verreden. De ronde maakte deel uit van de UCI Europe Tour 2012.

## Deelnemende ploegen
| Ploeg                         | Land       |
| ----------------------------- | ---------- |
| Accent.Jobs-Willems Veranda's | België     |
| AG2R-La Mondiale              | Frankrijk  |
| Auber 93                      | Frankrijk  |
| Bretagne-Schuller             | Frankrijk  |
| Cofidis                       | Frankrijk  |
| FDJ-BigMat                    | Frankrijk  |
| nbn                           | België     |
| Vélo-Club La Pomme Marseille  | Frankrijk  |
| Lotto-Belisol                 | België     |
| Team Movistar                 | Spanje     |
| Roubaix-Lille Métropole       | Frankrijk  |
| Saur-Sojasun                  | Frankrijk  |
| Argos-Shimano                 | Nederland  |
| Team Europcar                 | Frankrijk  |
| Team Saxo Bank                | Denemarken |
| Topsport Vlaanderen-Mercator  | België     |
| Vacansoleil-DCM               | Nederland  |
| Veranda Rideau-Super U        | Frankrijk  |

## Etappe-overzicht
| etappe | datum  | type       | start          | finish             | afstand  | winnaar          | ploeg           | leider         |
| ------ | ------ | ---------- | -------------- | ------------------ | -------- | ---------------- | --------------- | -------------- |
| 1e     | 11 mei | Vlakke rit | Clermont       | Braine             | 166,5 km | John Degenkolb   | Argos-Shimano   | John Degenkolb |
| 2e     | 12 mei | Vlakke rit | Tergnier       | Villers-Bocage     | 178,5 km | Kenny van Hummel | Vacansoleil-DCM | John Degenkolb |
| 3e     | 13 mei | Vlakke rit | Fressenneville | Maignelay-Montigny | 171,0 km | John Degenkolb   | Argos-Shimano   | John Degenkolb |

## Etappe-uitslagen

### 1e etappe
| Clermont – Braine (166,5 km) |                     |                         |          |
| Plaats                       | Naam                | Ploeg                   | Tijd     |
| Winnaar                      | John Degenkolb      | Argos-Shimano           | 3u49'11" |
| 2                            | Takashi Miyazawa    | Team Saxo Bank          | z.t.     |
| 3                            | Sébastien Chavanel  | Team Europcar           | z.t.     |
| 4                            | Nacer Bouhanni      | FDJ-BigMat              | z.t.     |
| 5                            | Tom Veelers         | Argos-Shimano           | z.t.     |
| 6                            | Enrique Sanz        | Team Movistar           | z.t.     |
| 7                            | Benoît Drujon       | BigMat-Auber 93         | +00' 03" |
| 8                            | Jawhen Hoetarovitsj | FDJ-BigMat              | z.t.     |
| 9                            | Justin Jules        | Veranda Rideau-Super U  | z.t.     |
| 10                           | Kevin Peeters       | Landbouwkrediet-Euphony | z.t.     |

### 2e etappe
| Tergnier – Villers-Bocage (178,5 km) |                   |                         |          |
| Plaats                               | Naam              | Ploeg                   | Tijd     |
| Winnaar                              | Kenny van Hummel  | Vacansoleil-DCM         | 4u15'47" |
| 2                                    | Stéphane Poulhiès | Saur-Sojasun            | z.t.     |
| 3                                    | John Degenkolb    | Argos-Shimano           | z.t.     |
| 4                                    | Benoit Drujon     | BigMat-Auber 93         | z.t.     |
| 5                                    | Fabien Bacquet    | BigMat-Auber 93         | z.t.     |
| 6                                    | Justin Jules      | Veranda Rideau-Super U  | z.t.     |
| 7                                    | Jimmy Casper      | AG2R-La Mondiale        | z.t.     |
| 8                                    | Takashi Miyazawa  | Team Saxo Bank          | z.t.     |
| 9                                    | Marcel Sieberg    | Lotto-Belisol           | z.t.     |
| 10                                   | Denis Flahaut     | Roubaix Lille Métropôle | z.t.     |
|                                      |                   |                         |          |
| 13                                   | Kurt Hovelijnck   | Landbouwkrediet-Euphony | z.t.     |

### 3e etappe
| Fressenneville – Maignelay-Montigny (171,0 km) |                     |                        |          |
| Plaats                                         | Naam                | Ploeg                  | Tijd     |
| Winnaar                                        | John Degenkolb      | Argos-Shimano          | 4u05'01" |
| 2                                              | Gregory Henderson   | Lotto-Belisol          | z.t.     |
| 3                                              | Kenny van Hummel    | Vacansoleil-DCM        | z.t.     |
| 4                                              | Sébastien Chavanel  | Team Europcar          | z.t.     |
| 5                                              | Benoît Drujon       | BigMat-Auber 93        | z.t.     |
| 6                                              | Michael Van Staeyen | Topsport Vlaanderen-M. | z.t.     |
| 7                                              | Arnaud Courteille   | FDJ-BigMat             | z.t.     |
| 8                                              | Enrique Sanz        | Team Movistar          | z.t.     |
| 9                                              | Justin Jules        | Veranda Rideau-Super U | z.t.     |
| 10                                             | Jimmy Casper        | AG2R-La Mondiale       | z.t.     |

## Eindklassementen
| Plaats    | Naam                | Ploeg                       | Tijd      |
| --------- | ------------------- | --------------------------- | --------- |
| Gele trui | John Degenkolb      | Argos-Shimano               | 12u09'35" |
| 2         | Kenny van Hummel    | Vacansoleil-DCM             | +00' 10"  |
| 3         | Leonardo Duque      | Cofidis, le crédit en ligne | +00' 15"  |
| 4         | Stéphane Poulhiès   | Saur-Sojasun                | +00' 18"  |
| 5         | Takashi Miyazawa    | Team Saxo Bank              | z.t.      |
| 6         | Sébastien Turgot    | Team Europcar               | z.t.      |
| 7         | Sébastien Chavanel  | Team Europcar               | +00' 20"  |
| 8         | Nico Sijmens        | Cofidis, le crédit en ligne | z.t.      |
| 9         | Jonathan Hivert     | Saur-Sojasun                | +00' 21"  |
| 10        | Benoît Drujon       | BigMat-Auber 93             | +00' 24"  |
| 11        | Justin Jules        | Veranda Rideau-Super U      | z.t.      |
| 12        | Jawhen Hoetarovitsj | FDJ-BigMat                  | z.t.      |
| 13        | Tom Veelers         | Argos-Shimano               | z.t.      |
| 14        | Benjamin Giraud     | La Pomme-Marseille          | z.t.      |
| 15        | Kurt Hovelynck      | Landbouwkrediet-Euphony     | z.t.      |

| Plaats      | Naam             | Ploeg           | Punten |
| ----------- | ---------------- | --------------- | ------ |
| Groene trui | John Degenkolb   | Argos-Shimano   | 70     |
| 2           | Kenny van Hummel | Vacansoleil-DCM | 52     |
| 3           | Benoît Drujon    | BigMat-Auber 93 | 48     |

| Plaats        | Naam            | Ploeg                       | Punten |
| ------------- | --------------- | --------------------------- | ------ |
| Bolletjestrui | Leonardo Duque  | Cofidis, le crédit en ligne | 12     |
| 2             | Jonathan Hivert | Saur-Sojasun                | 8      |
| 3             | Jesús Herrada   | Team Movistar               | 7      |

| Plaats | Ploeg                   | Tijd      |
| ------ | ----------------------- | --------- |
|        | Team Europcar           | 36u29'57" |
| 2      | BigMat-Auber 93         | +00' 00"  |
| 3      | Landbouwkrediet-Euphony | +00' 00"  |

## Uitvallers

### 2e etappe
- Dominique Cornu (Topsport Vlaanderen-Mercator)
- Jeremie Galland (Saur-Sojasun)

### 3e etappe
- Julien Guay (Roubaix Lille Metropole)
- Tristan Valentin (Cofidis Le Credit En Ligne)
- José Iván Gutiérrez (Movistar Team)[1]
- Kenny Elissonde (FDJ-Bigmat)[1]
- Nacer Bouhanni (FDJ-Bigmat)[1]

2000 · 2001 · 2002 · 2003 · 2004 · 2005 · 2006 · 2007 · 2008 · 2009 · 2010 · 2011 · 2012 · 2013 · 2014 · 2015 · 2016
Etappewedstrijden

 Ster van Bessèges · 
 Ronde van de Middellandse Zee · 
 Ruta del Sol · 
 Ronde van de Algarve · 
 Ronde van de Haut-Var · 
 Driedaagse van West-Vlaanderen · 
 Internationale Wielerweek · 
 Internationaal Wegcriterium · 
 Driedaagse van De Panne-Koksijde · 
 Ronde van de Sarthe · 
 Ronde van Trentino · 
 Ronde van Turkije · 
 Ronde van Asturië · 
 Vierdaagse van Duinkerke · 
 Ronde van Azerbeidzjan · 
 Szlakiem Grodòw Piastowskich · 
 Ronde van Castilië en León · 
 Ronde van Picardië · 
 Ronde van Noorwegen · 
 World Ports Classic · 
 Ronde van Beieren · 
 Ronde van België · 
 Tour des Fjords · 
 Ronde van Estland · 
 Ronde van Luxemburg · 
 Boucles de la Mayenne · 
 Ster ZLM Toer · 
 Ronde van Slovenië · 
 Route du Sud · 
 Ronde van Oostenrijk · 
 Sibiu Cycling Tour · 
 Ronde van Wallonië · 
 Ronde van Portugal · 
 Ronde van Denemarken · 
 Ronde van de Ain · 
 Ronde van Burgos · 
 Arctic Race of Norway · 
 Ronde van de Limousin · 
 Ronde van Poitou-Charentes · 
 Wielerweek van Lombardije · 
 Ronde van Groot-Brittannië · 
 Ronde van Gévaudan Languedoc-Roussillon · 
 Eurométropole Tour
Eendaagse wedstrijden

 GP La Marseillaise · 
 Grote Prijs van de Etruskische Kust · 
 Trofeo Palma · 
 Trofeo Ses Salines · 
 Trofeo Serra de Tramuntana · 
 Trofeo Platja de Muro · 
 Trofeo Laigueglia · 
 Ronde van Murcia · 
 Omloop Het Nieuwsblad · 
 Classic Sud Ardèche · 
 GP Lugano · 
 Clásica de Almería · 
 Kuurne-Brussel-Kuurne · 
 La Drôme Classic · 
 Le Samyn · 
 GP Città di Camaiore · 
 Strade Bianche · 
 Roma Maxima · 
 Ronde van Drenthe · 
 Dwars door Drenthe · 
 Nokere Koerse · 
 GP Nobili Rubinetterie · 
 Handzame Classic · 
 Classic Loire-Atlantique · 
 Grote Prijs van Cholet-Pays de Loire · 
 Dwars door Vlaanderen · 
 Route Adélie de Vitré · 
 Volta Limburg Classic · 
 Grote Prijs Miguel Indurain · 
 Ronde van La Rioja · 
 Scheldeprijs · 
 GP Pino Cerami · 
 Klasika Primavera · 
 Parijs-Camembert · 
 Brabantse Pijl · 
 GP Denain · 
 Ronde van de Finistère · 
 Tro Bro Léon · 
 Ronde van Keulen · 
 La Roue Tourangelle · 
 Rund um den Finanzplatz Eschborn-Frankfurt · 
 Ronde van de Somme · 
 ProRace Berlin · 
 Grote Prijs van Plumelec · 
 Boucles de l'Aulne · 
 Ronde van Zeeland Seaports · 
 Trofeo Melinda · 
 GP Kanton Aargau · 
 Ronde van Limburg · 
 Ronde van de Apennijnen · 
 Halle-Ingooigem · 
 Trofeo Matteotti · 
 Prueba Villafranca de Ordizia · 
 GP Industria & Artigianato-Larciano · 
 Ronde van Toscane · 
 Circuito de Getxo · 
 Polynormande · 
 RideLondon Classic · 
 GP Stad Zottegem · 
 Dutch Food Valley Classic · 
 Châteauroux Classic de l'Indre · 
 Druivenkoers Overijse · 
 Ronde van Veneto · 
 Schaal Sels · 
 Memorial Rik Van Steenbergen · 
 Brussels Cycling Classic · 
 GP Fourmies · 
 Ronde van de Doubs · 
 GP Jef Scherens · 
 Coppa Bernocchi · 
 Coppa Agostoni · 
 GP van Wallonië · 
 Ronde van de Drie Valleien · 
 Kampioenschap van Vlaanderen · 
 Memorial Marco Pantani · 
 Grote Prijs Impanis-Van Petegem · 
 GP van Isbergues · 
 GP Industria & Commercio di Prato · 
 Omloop van het Houtland · 
 Duo Normand · 
 Milaan-Turijn · 
 Ronde van Piëmont · 
 Ronde van het Münsterland · 
 Pro Cycling Marathon · 
 Ronde van de Vendée · 
 Memorial Frank Vandenbroucke · 
 Coppa Sabatini · 
 Parijs-Bourges · 
 Ronde van Emilia · 
 GP Beghelli · 
 Parijs-Tours · 
 Nationale Sluitingsprijs · 
 Ronde van Romagna · 
 Chrono des Nations